# Conseil national pour la défense de la démocratie – Forces de défense de la démocratie
Le Conseil national pour la défense de la démocratie – Forces de défense de la démocratie (CNDD-FDD) est un parti politique du Burundi. Ancienne rébellion armée pendant la guerre civile (1993-2003), le CNDD-FDD est le parti dominant au Burundi depuis 2005. Le CNDD-FDD est présidé par Évariste Ndayishimiye.

## Histoire
Le 24 septembre 1994, le CNDD et sa branche armée, les Intagoheka FDD se forment à la suite de l'assassinat le 21 octobre 1993 du président Melchior Ndadaye du FRODEBU. Ndadaye, homme politique hutu, est abattu par l'armée à dominante tutsi dans un coup d'État. Cet assassinat plonge le pays dans la guerre civile entre Hutu et Tutsi.
Les FDD sont la plus grande milice armée opposée à l'armée régulière pendant la guerre civile.
Le CNDD-FDD est un parti à dominante hutu, tout comme le FRODEBU alors que l'UPRONA est à dominante tutsi.
Le CNDD-FDD s'est scindé en deux en 2003. L'un a gardé le nom et s'est placé sous l'autorité de Pierre Nkurunziza, tandis que l'autre devenait le CNDD et est dirigé depuis lors par Léonard Nyangoma.
En novembre 2003, à l'initiative des chefs d'État de la région, le président Domitien Ndayizeye et Nkurunziza signent un accord de paix, dit accord de Prétoria, sur la base d'une répartition du pouvoir politique, militaire et économique sur une base ethnique. Les FDD se transforment rapidement en parti politique : le CNDD-FDD, et intègrent le gouvernement.
Les élections de 2005 (municipales, législatives et présidentielle) sont un large succès pour le CNDD-FDD et Nkurunziza est élu président le 19 août 2005.
En 2007, le parti se déchire entre les proches du président Nkurunziza et ceux du président du parti Hussein Radjabu. En février, un congrès extraordinaire du CNDD-FDD limoge Radjabu, accusé d'abus de pouvoir, de son poste de président du parti. Il est remplacé par Jérémie Ngendakumana. Les proches de Radjabu sont ensuite limogés des postes importants (comme la vice-présidente Marina Barampama) et Radjabu est arrêté en avril 2007 puis condamné pour tentative de rébellion armée,,.
En mars 2018, le président Nkurunziza est nommé « guide suprême éternel » du parti.
Le 26 janvier 2020, le CNDD-FDD, réuni en congrès, choisit Évariste Ndayishimiye comme candidat à l'élection présidentielle de 2020.
Ndayishimiye est élu à la présidence du pays en mai 2020. En janvier 2021, Ndayishimiye quitte le secrétariat-général du parti et devient président du Conseil des anciens du parti, la position la plus élevée dans la hierarchie du parti. Révérien Ndikuriyo est élu secrétaire-général du CNDD-FDD.
En septembre 2022, les tensions au sein du parti sont rendues visibles. Ndayishimiye s'en prend dans un discours à son Premier ministre Alain-Guillaume Bunyoni, sans toutefois le nommer. Il sous-entend que Bunyoni compte le renverser par un coup d'État et qu'il l'empêche de mener son action. Bunyoni et Ndayishimiye s'opposent sur des dossiers sensibles comme la libéralisation de l'économie et la lutte contre la corruption. Le 7 septembre, le gouvernement Bunyoni est démis de ses fonctions et le nouveau Premier ministre, Gervais Ndirakobuca, policier comme Bunyoni, est approuvé à l'unanimité et à main levée par l'Assemblée nationale et le Sénat. L'aile « dure » du CNDD-FDD, dont Bunyoni est considéré comme le principal représentant, perd de son influence politique. Bunyoni est aussi accusé de s'être approprié de larges parts de l'économie burundaise, en particulier dans le domaine des matières premières,,,.